# Suzy Chaffee
Suzanne Stevia « Suzy » Chaffee, né le 29 novembre 1946 à Rutland, Vermont, est une skieuse alpine américaine.

## Résultats sportifs

### Coupe du monde
- Résultat au classement général : 16e en 1967. : 35e en 1968.